# Токены Кондера

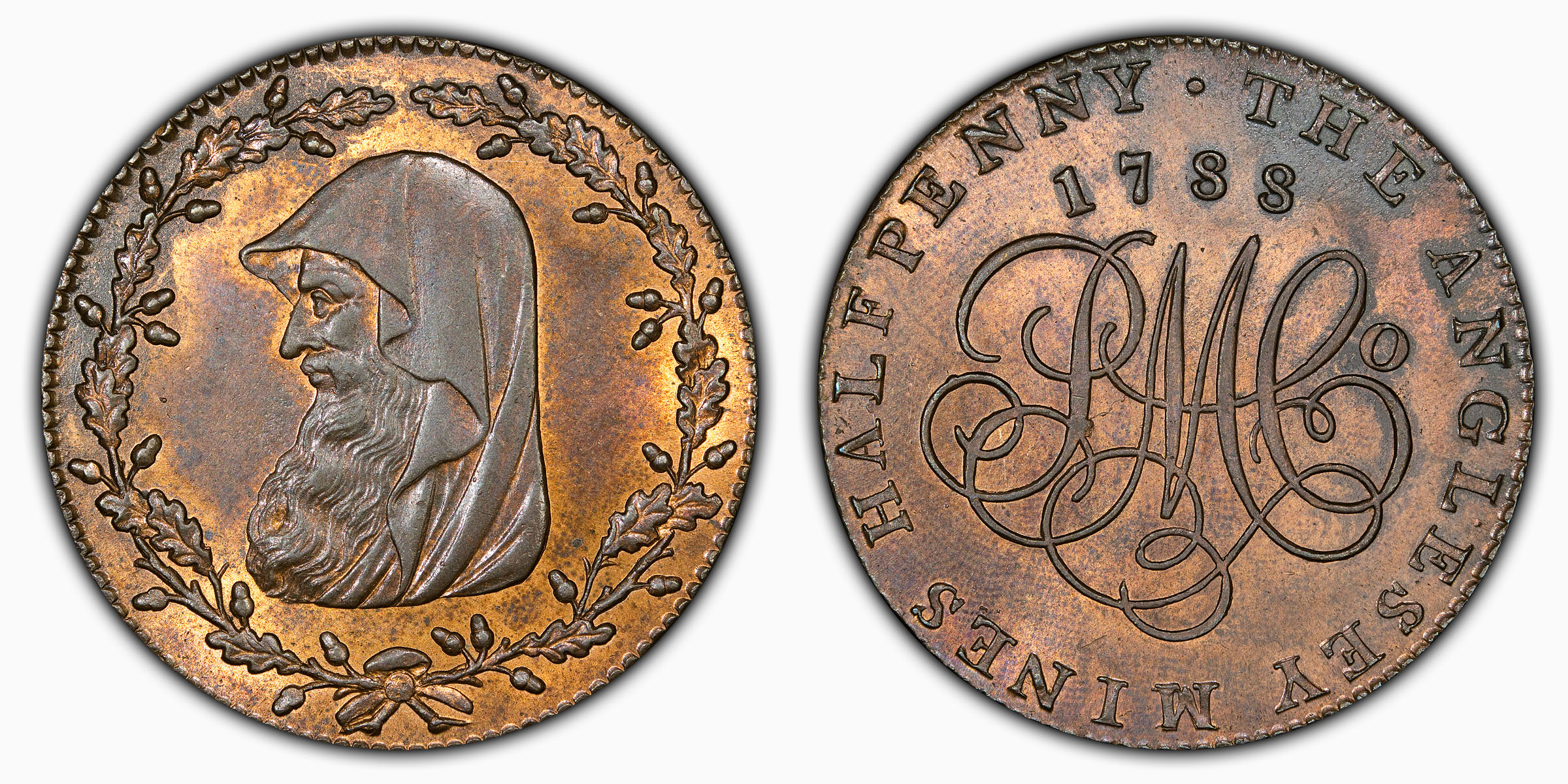
Жетон номиналом в полпенни, выпущенный компанией Parys Mine of Anglesey в 1788 году. Изображение друида с капюшоном использовалось много лет и было первым среди сотен дизайнов таких жетонов.

Токены Кондера, также известные как британские провинциальные токены (жетоны) XVIII—XIX вв. — отчеканенные в частном порядке торговые токены, которые использовались во второй половине XVIII века и в начале XIX века в Англии, Англси и Уэльсе, Шотландии и Ирландии в связи с нехваткой наличной монеты. Небольшая часть токенов попала в Канаду. Некоторые канадские токены XIX в. трудно отличить от британских.
Основной причиной потребности в чеканке жетонов была нехватка монет малого номинала для повседневных операций. Однако спрос был вызван и другими факторами, такими как промышленная революция, рост населения и преобладание поддельных монет в обороте. Поскольку правительство прилагало мало усилий для восполнения дефицита, владельцы частного бизнеса и коммерсанты взяли дело в свои руки, и первые жетоны подобного рода были выпущены в 1787 году для оплаты труда работников компании Parys Mine. К 1795 году были отчеканены миллионы жетонов нескольких тысяч разновидностей, которые широко использовались по всей Великобритании. Больше всего разновидностей было отчеканено в Уорвикшире, Англси и Дублине (в каждом — более 400), тогда как в других местах количество разновидностей редко превышало нескольких десятков, а зачастую было ещё меньшим.

## Название и отличие от других токенов
Коллекционирование жетонов приобрело популярность уже вскоре после их чеканки, благодаря чему в современных коллекциях встречаются образцы в хорошей сохранности. Название «токены Кондера» происходит от фамилии коллекционера Джеймса Кондера (James Conder, 1761—1823), который первым составил их каталог. Известны также более поздние каталоги Далтона и Хамера (Dalton & Hamer).
Токены Кондера, имевшие довольно высокое качество исполнения и очевидно частный характер выпуска, следует отличать от более ранней серии «токенов уклонения» (evasion tokens), выпускавшихся в более ранний период в Британии (вторая половина XVIII века) с той же целью — восполнения нехватки разменной монеты — однако имевших принципиально иной дизайн и характер чеканки. «Токены уклонения» внешне напоминали британскую разменную монету, однако намеренно более грубого исполнения, с бессмысленной легендой — с тем, чтобы уклониться от наказания по закону о фальшивомонетничестве (откуда и название). Аналогичная практика — так называемые «кузнечные токены» (blacksmith tokens) существовала в Канаде в начале XIX века.

## История

### Недостаток монет
В Великобритании нехватка монет мелкого достоинства впервые была отмечена ещё в конце XIV века. Такая нехватка затрудняла оплату труда рабочих и выполнение операций повседневной жизни. Нехватка сохранилась и усугубилась в конце XVII века и стала особенно проблематичной к середине XVIII века. Нехватка монет мелкого номинала достигла критической массы в те времена, когда множество бывших крестьян и сельскохозяйственных батраков перешли работать на фабрики во время промышленной революции. Поскольку заводы уже не могли, как в деревне, оплачивать работу натурой, работодатели испытывали растущую потребность в наличной монете. В то же время прирост населения Великобритании между 1750 и 1800 годами увеличился почти в четыре раза. Ситуация ещё больше усугубилась из-за оттока из обращения британских серебряных монет по закону Грешема, преобладания поддельных медных монет в обращении и спорадического выпуска не золотых монет Королевским монетным двором с конца XVII века до конца XVIII века. В течение многих лет медные или серебряные монеты вообще не чеканились, а в 1775 году король Георг III вообще прекратил чеканку медных монет на Королевском монетном дворе.

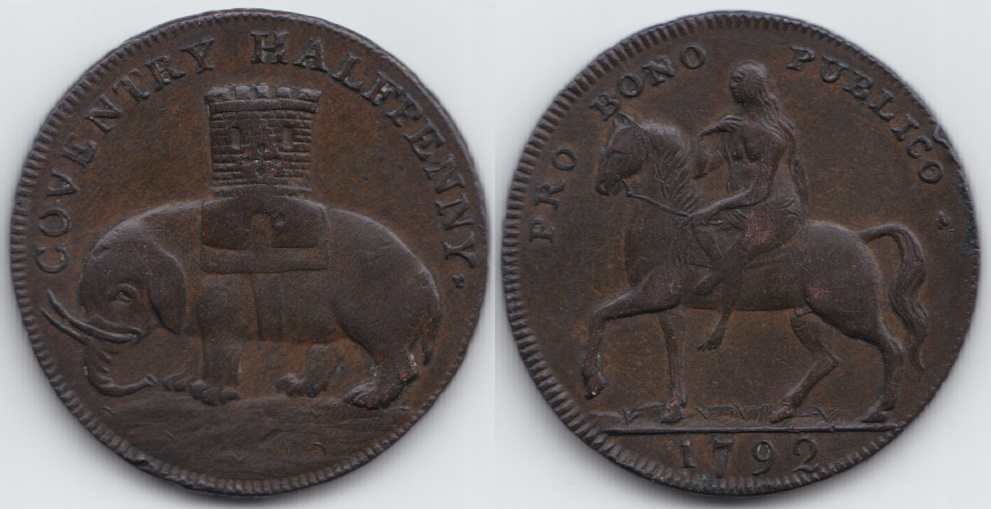
Токен номиналом 1/2 пенни, отчеканенный в 1792 для города Ковентри, графство Уорикшир. Медь, вес 12.31 г. На аверсе герб Ковентри, на реверсе изображение леди Годивы и девиз «PRO BONO PUBLICO».

В 1768 году одно из крупнейших месторождений меди в мире было обнаружено в горном массиве Пэрис (Parys) на острове Англси на северо-западе Уэльса. В 1785 году Томас Уильямс («Медный король»), действуя как представитель компании Parys Mine, встретился с мастером британского монетного двора, предложив ему бесплатно поделиться технологией чеканки королевских медных монеты с нанесением текста (гурта) на обод, что бы затруднило производство контрафактных монет. Условие Уильямса состояло в том, что в обмен на эту технологию медь для новых монет должна была поступать исключительно от компании Parys Mine. Британский монетный мастер не принял предложение. К 1786 году две трети монет, находящихся в обращении в Британии, были контрафактными, и Королевский монетный двор в ответ прекратил чеканку, лишь усугубив этим ситуацию. Немногие из обращавшихся серебряных монет были подлинными. Даже медные монеты часто переправляли и заменяли на более лёгкие подделки. Королевский монетный двор не чеканил медных монет в течение 48 лет, с 1773 по 1821 год. В тех редких случаях, когда Королевский монетный двор чеканил монеты, они были относительно грубого качества, а контроль их качества отсутствовал. В феврале 1787 года под наблюдением Уильямса была осуществлена чеканка первого из многих частных выпусков медных жетонов, часть которых использовалась для оплаты труда работников компании Parys Mine. Эти первые жетоны имели изображение друида с капюшоном, и в течение двух месяцев они привлекли внимание в Лондоне как возможное решение проблемы нехватки монет небольшого достоинства. Вскоре после появления жетонов с друидом другие города, предприятия и владельцы последовали их примеру и начали разрабатывать и чеканить свои собственные монетовидные токены с небольшим номиналом.

### Мэтью Болтон и Монетный двор Сохо

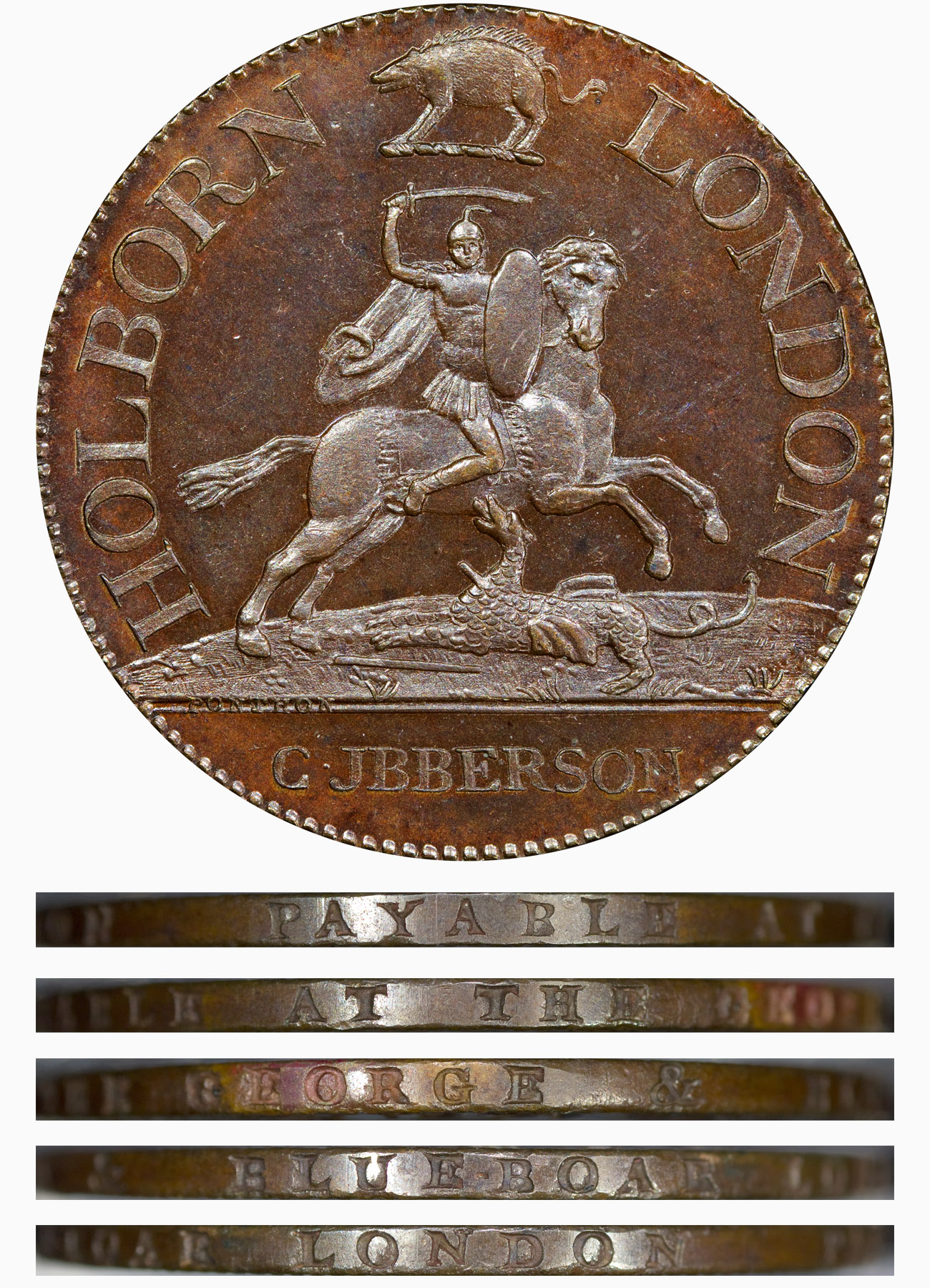
Токен, отчеканенный Болтоном в конце 1794 года для владельца Кристофера Ибберсона. Обратите внимание на надпись по гурту: «ПРИНИМАЕТСЯ К ОПЛАТЕ В „ДЖОРДЖ И БЛУБОР“, ЛОНДОН».

Спрос на монеты малого достоинства рос, и, вместе с этим, росла популярность медных жетонов, размеры которых приближались к размеру полпенни. Одним из самых плодовитых чеканщиков частных токенов (от имени торговых предприятий) был Мэтью Болтон. За свою жизнь Болтон отчеканил миллионы токенов. Болтон был не новичком в производстве мелких металлических изделий, так как с молодости управлял семейным бизнесом, специализирующимся на пряжках. В середине 1780-х годов Болтон обратил внимание на чеканку монет; в его глазах монеты и жетоны были просто очередным мелким металлическим изделием среди тех, которые он изготавливал годами Он также владел акциями в нескольких медных рудниках Корнуолла и имел большой личный запас меди, приобретённый за бесценок, когда шахты не могли его где-либо использовать. Однако, когда у него попытались заказать чеканку поддельных монет, он якобы заявил: «Я сделаю все, чтобы пресечь злоупотребления бирмингемских фальшивомонетчиков — разве что сам не опущусь до мелкого доносительства на отдельных лиц». В 1788 году он основал Монетный двор Сохо как часть своего промышленного предприятия. Монетный двор включал в себя восемь паровых прессов, каждый из которых производил от 70 до 84 токенов в минуту. Болтон провел много времени в Лондоне, лоббируя контракт на выпуск британских монет, но в июне 1790 года правительство Уильяма Питта отложило решение о новой чеканке на неопределенное время. Между тем Монетный двор Сохо чеканил монеты для Ост-Индской компании, Сьерра-Леоне и России, производя высококачественные планшеты или заготовки, которые использовали затем для своей чеканки национальные монетные дворы в других местах. Фирма направила более 20 миллионов заготовок в Филадельфию, где их перечеканили в центовые и полуцентовые монеты на Монетном дворе Соединённых Штатов.
Национальный финансовый кризис достиг критической точки в феврале 1797 года, когда Банк Англии прекратил выкупать свои банкноты за золото. Стремясь увеличить количество монет в обороте, правительство приняло план по выпуску большого количества медных монет. В связи с этим лорд Хоксбери вызвал Болтона в Лондон 3 марта 1797 года, сообщив ему о плане правительства, и заключил с ним контракт в конце того же месяца. Согласно прокламации от 26 июля 1797 года, король Георг III «любезно давал указания о принятии мер для немедленной чеканки медных монет с тем, чтобы наилучшим образом удовлетворить насущную потребность в оплате трудящейся бедноты в настоящее время». Прокламация требовала, чтобы монеты весили одну и две унции соответственно, в результате чего себестоимость монет была близка к их номинальной стоимости. С возобновлением крупномасштабной чеканки правительством монеты мелкого номинала (2 пенса и пенс чеканились на монетном дворе Сохо в 1797 году, а за ними в 1799 году последовали и фартинги), потребность в чеканке местных токенов уменьшалась.

### Возвращение правительственной чеканки
К 1802 году производство частных провинциальных токенов прекратилось. Однако в последующие десять лет себестоимость меди возросла. Возвращение частной чеканки стало очевидным к 1811 году, а в 1812 году приобрело характер бедствия, так как все больше и больше выпущенных правительством медных монет расплавлялось для торговли. В 1816 году Королевский монетный двор предпринял масштабную программу перечеканки, в ходе которой чеканилось большое количество золотых и серебряных монет. Чтобы помешать дальнейшей частной чеканке токенов, в 1817 году был принят парламентский акт, который запрещал её под очень строгими наказаниями.

## Коллекционирование

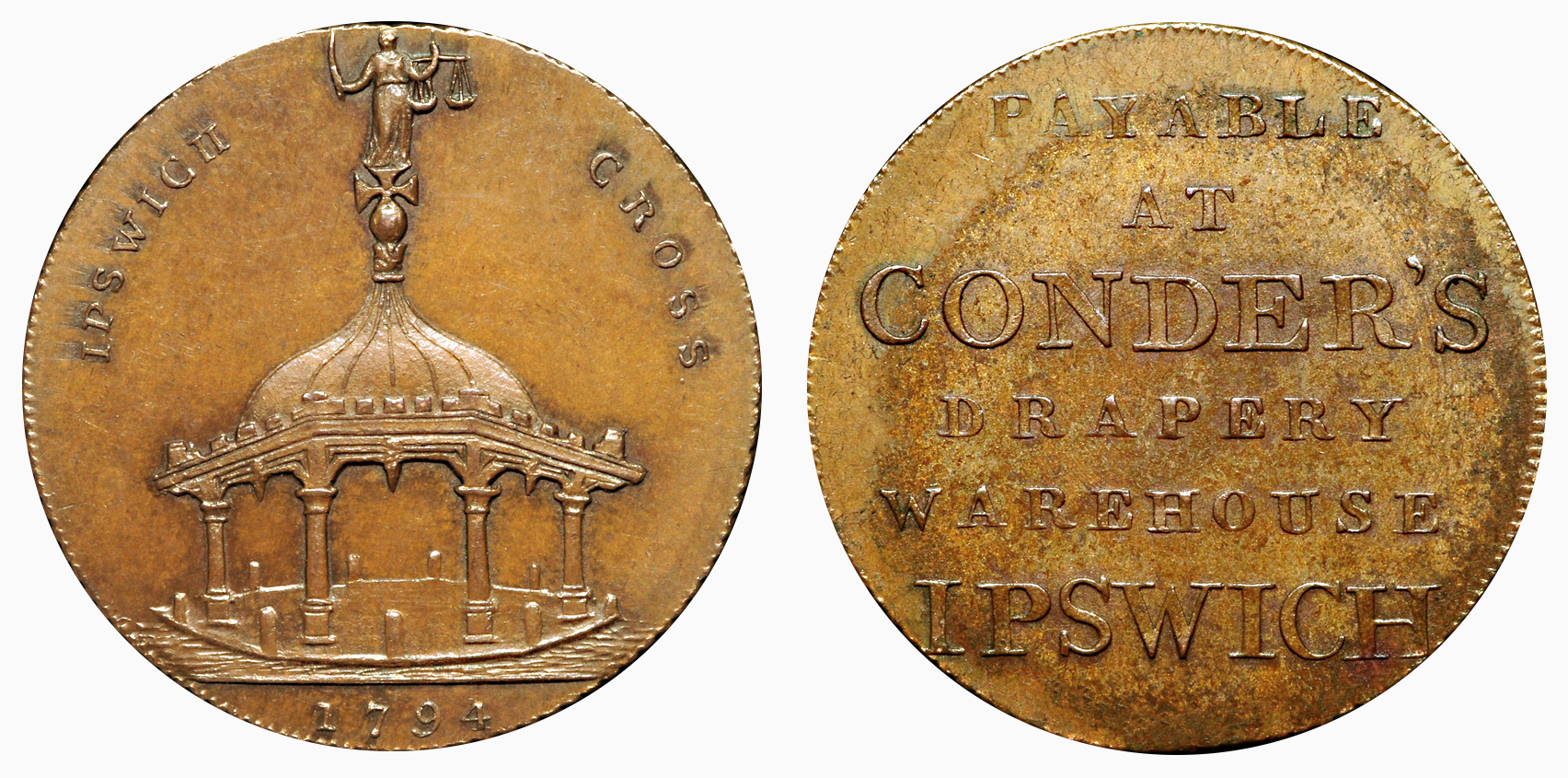
Токен, выпущенный Джеймсом Кондером в 1794 году

Вначале чеканка частных жетонов служила для облегчения повседневных операций. Но к 1793 году хобби по сбору и продаже различных жетонов приобрело широкую популярность. Большинство жетонов, выпущенных в первые годы, были в основном предназначены для обращения. Однако вскоре производители обнаружили, что выпуск дизайнов токенов очень ограниченным тиражом означал, что их можно было продавать напрямую коллекционерам с чистой прибылью. Несколько предприимчивых коллекционеров даже финансировали выпуск очень маленьких тиражей с собственным дизайном. Эти самодельные «редкие» жетоны затем будут использоваться для торговли с другими коллекционерами в попытке наполнить их коллекции как можно большим количеством разновидностей. Доказательством широкого интереса коллекционеров являются три обширные справочные работы по индексации и коллекционированию провинциальных токенов, опубликованные до 1800 года: Пай (первое издание в 1795 году), Берчалл (1796) и Кондер (1798). Ни один из авторов этих трёх опубликованных работ не был профессиональным нумизматом — все три труда возникли из личного интереса и были в значительной степени основаны на личных коллекциях авторов. Из-за широкого интереса, существовавшего среди коллекционеров в то время, сегодня сохранилось огромное количество чрезвычайно хорошо сохранившихся жетонов, которые десятилетиями хранились в частных коллекциях.

### Темы и дизайны
Поскольку токены Кондера чеканились независимо от правительства, их производители были относительно свободны в том, чтобы использовать их для политических заявлений и социальных комментариев, увековечивать память великих людей, идеалы, великие события или просто рекламировать свой бизнес. Темы изображений — от Исаака Ньютона до отмены рабства, от тюрем и психиатрических учреждений до цирковых артистов. Чтобы заниматься эмиссией, нужны были только средства и желание чеканить свою собственную монету. Многие жетоны официально подлежали оплате только в определённых районах и местах, но нет сомнений в том, что эти медные долговые жетоны воспринимались широкой публикой как суррогат официальной медной монеты и широко обращались. К 1795 году циркулировали тысячи различных дизайнов, подавляющее большинство из них было номиналом в полпенни.

## Каталогизация и атрибуция
См. английскую версию данной статьи в Википедии.